# Víktor Astàfiev
Víktor Petróvitx Astàfiev (rus: Виктор Петрович Астафьев - 1 de maig de 1924 (llogaret d'Ovsianka krai de Krasnoiarsk) - 29 de novembre de 2001, Krasnoiarsk) fou un escriptor soviètic i rus, Heroi del Treball Socialista, guanyador de dos premis estatals de l'URSS (1978, 1991) i tres Premis Estatals de Rússia (1975, 1995, 2003).

## Biografia
Víktor Astàfiev va néixer al poble d'Ovsianka, part de la zona urbana de Divnogorsk, krai de Krasnoiarsk, a la vora del riu Ienissei. El seu pare, Piotr Pàvlovitx Astàfiev, era fill d'un relativament ric propietari d'un molí (un caçador a mitja jornada, tot i que passava la major part del seu temps a casa); la seva mare, Lídia Ílinitxna Astàfieva (de soltera Potilitsina) provenia d'una família de pagesos. En la seva autobiografia del 2000 Víktor Astàfiev recordava la casa del seu pare com un lloc on els homes, dirigits per l'avi Pàvel Iàkovlevitx, estaven en continu afartament, mentre que tota la feina s'organitzava i es feia per dues dones, Lídia i la seva sogra, Maria Ossípova, la jove segona esposa de Pàvel Iàkovlevitx.
El 1931, dues tragèdies el colpejaren. En primer lloc Piotr, Pàvel i el pare d'aquest últim (besavi d'Astàfiev) Iàkov Maksímovitx van ser detinguts com a part de la campanya de deskulakització i enviats a un camp de treball a Sibèria. El juliol del 1931 Lídia Ílinitxna, la mare de Viktor, es va ofegar al Ienissei quan la barca en la que remava, portant menjar a la presó de Krasnoiarsk, on estava detingut al seu marit, va bolcar. Aquell any Piotr Astàfiev fou condemnat a 5 anys de presó com a "enemic del poble" i va ser enviat a la infame construcció del Belomorkanal. Al set anys, Víktor es va trobar a la casa de Iekaterina Petrovna i Ilià Ievgrafóvitx Potilitsuns, els pares de la seva mare que li va donar al nen tot el seu amor i cura. El 1932 va entrar a estudiar a una escola primària local. La seva vida en la dècada de 1930 Astàfiev la descriu més endavant en el seu llibre de contes L'última reverència, rus: Последний Поклон Posledni Poklon (1968).
El 1934 Piotr Astàfiev va tornar del camp de treball i es va casar de nou. Va portar Viktor al seu nou lloc, un petit llogaret boscós anomenat Sosnovka, a continuació, el 1935 es va traslladar a la família a Igarka on es van establir com a spetsperessélentsi. Ignorat tant la seva madrastra Taissia Txerkassova (que per naixement ara ja tenia el seu propi fill, Nikolai) com pel seu propi pare, el nen es van revoltar i aviat es va trobar al carrer, sense llar. El 1937 va ser internat en un orfenat i va entrar en una escola especial que anys més tard recordaria amb gran afecte. Dos dels mestres, Rojdestvenski i Sokolov, va notar habilitats artístiques i literàries en el nen que en aquell moment va començar a escriure poesia, i van fer molt per animar-lo. Anys més tard recordaria:
| « | Els crítics, per alguna raó tendeixen a sentir pena per mi i per la difícil infància que vaig tenir. Això em desagrada molt. Més que això ... si se m'hagués donat l'oportunitat, hauria triat la mateixa vida, plena de coses, felicitat, victòries i derrotes. Això últim només ajuda a veure el món millor, per sentir la bondat més profunda. Només hi hauria hagut una cosa que sí que hagués canviat - hagués demanat al destí de mantenir la mare amb mi. [Llarga pausa] Orfanat, errant, l'internat - tot això ho havia de viure a través d'Igarka. Però hi havia altres coses - llibres i cançons, viatges d'esquí, felicitat, infància, primeres llàgrimes d'epifania ... Va ser allà on per primera vegada vaig escoltar la ràdio, el gramòfon, l'orquestra de llautó ... i va ser a Igarka on vaig escriure el meu primer conte, que va publicar el meu mestre Rojdestvenski a la revista autoeditada de la nostra escola. I el diari bolxevic Zapoliaria va publicar el meu vers de 4 línies. | » |

L'1 de maig de 1941, Astàfiev es va graduar de l'escola i va entrar a treballar a una fàbrica de maons com a treballador del transport. Quan va esclatar la Gran Guerra Patriòtica, estava treballant a l'estació Kureika, com a treballador manual al poble soviètic local. A l'agost va deixar Igarka i es va unir a l'escola ferroviària recentment formada a Krasnoiarsk on es va graduar al juny de 1942.

### Els anys de la guerra
A l'octubre de 1942 Astàfiev es va presentar voluntari a l'exèrcit soviètic i, després de sis mesos passats en les unitats de reserva (primer a Berdsk, i després a Novossibirsk) a l'abril de 1943 va ser traslladat a la regió de Kaluga com a soldat de la 92a brigada d'obusos de la divisió de Kíev-Jitòmir. Al maig, Astàfiev va entrar en acció, i va participar en els ferotges combats dels fronts de Briansk, Vorónej i de l'Estepa. A l'octubre va ser ferit mentre travessava el Dnièper (que fou on i quan va perdre el seu ull dret) i el 25 de novembre va rebre la seva primera condecoració, la Medalla al Valor. El gener de 1944 va tornar a l'acció, va participar per primera vegada en l'Assetjament de Kòrsun-Xevtxènkivski, llavors (al març i abril) en l'assalt de Kàmianets-Podilski i el 25 d'abril va ser guardonat amb l'Orde de l'Estrella Roja.
El 17 de setembre de 1944, Astàfiev fou seriosament ferit prop de la ciutat polonesa de Dukla i va passar els següents 8 mesos a diversos hospitals. "Des d'aleshores vaig deixar de ser apte per al servei actiu i vaig estar a la deriva d'una unitat de reserva a una altra fins que es van establir al punt postal del 1r Front d'Ucraïna, als voltants de l'estació Jmerinka. Aquí em vaig trobar amb un company soldat, Maria Semiónovna Koriakina, em vaig casar amb ella després de la desmobilització i la vaig acompanyar a casa a la localitat de Txussovoi de la regió administrativa de Perm (llavors Mólotov)", va escriure en la seva autobiografia.
L'horrible experiència de la guerra acompanyaria Astàfiev per sempre, i es va convertir en el principal incentiu per convertir-se en escriptor. "Sobre la guerra ... ¿què sé jo? Tot i res. Jo era un soldat comú i nosaltres teníem la nostra pròpia veritat, la dels soldats. Un dels autors més simplistes la va titllar despectivament com "la veritat de les trinxeres i el nostre 'punt de vista' - un "punt de puig" Però ... em vaig sentir com si hagués de parlar sobre el dia a dia de la guerra, de quina olor feien les trinxeres, de la forma en què la gent vivia ... El primer mort, un de nosaltres. El primer que has matat. Havia d'escriure de totes les coses monstruoses que he vist", va dir anys més tard en una entrevista.

### Carrera literària
Després de la seva desmobilització de l'exèrcit el 1945, Astàfiev es va establir per un temps a la casa dels seus sogres a Txussovoi (llavors Óblast de Perm, actual krai de Perm), i després va marxar a Krasnoiarsk, on va treballar fent diverses feines, com ara carregador, serraller, a una foneria, fuster dels tallers del tren, rentant les canals a una fàbrica d'embotits, i així successivament. El 1950 va començar a contribuir al diari Txusovski Rabotxi, rus: Чусовской рабочий ("El treballador de Txussovi"), diari que al febrer de 1951 va publicar el seu debut conte "Un home civil", rus: Гражданский человек Grajdanski txelovek, que dos anys més tard va ser reimprès al diari Zvesada amb seu a Perm. El 1954 Astàfiev fou publicat per primera cop per una revista moscovita (el seu conte "Estella", a Smena). El 1955 va deixar el diari i va començar a treballar en la seva primera novel·la "La fosa de la neu", rus: Тают снега Taiut snega, que va ser publicada el 1958, igual que el seu primer llibre de contes "Pluja tèbia", rus: Тёплый Дождь Tiopli Dojd, dedicat sobretot a l'experiència dels soldats i civils russos durant la guerra entre Alemanya i Rússia. També a finals de 1950 Astàfiev va començar a treballar a la ràdio regional de Perm. El fet de treballar allà li va proporcionar uns ingressos relativament bons, però l'involucrava en una propaganda massa descarada. "Vaig decidir deixar-ho després d'un any i mig, perquè tenia la sensació que, en cas contrari, m'estaria faltant al respecte a mi mateix de totes totes", va recordar. L'1 d'octubre de 1958 Astàfiev es va convertir en el membre de la Unió d'Escriptors Soviètics.
El 1959, Astàfiev es va inscriure a l'Institut de Literatura Maksim Gorki a Moscou; es va fer amic de Serguei Víkulov, Ievgueni Nóssov i un grup d'autors de Vólogda. Una de les diverses novel·les curtes d'aquest període, "El vell roure", rus: Стародуб Starodub (1960), es va convertir en la primera publicació europea d'Astàfiev: traduït en txec, el 1963 es va publicar a Praga. A partir del 1962 Astàfiev es va convertir en un escriptor professional, i la seva esposa Maria li feia un cop de mà com a mecanògrafa.
El 1969 Astàfiev i la seva família es van traslladar a la ciutat de Vólogda, on vivien la majoria dels seus amics literaris. A continuació vingueren diversos dels seus llibres principals - "Les osques", rus: Затеси Zatessi, "Collada", rus: перевал Pereval, "L'última reverència", rus: Последний Поклон Posledni Poklon (1968) "El pastor i la pastora", rus: Пастух и пастушка Pastukh i pastuixka, arribaren a principis de 1970 i van fer guanyar a Astàfiev el Premi Estatal de la RSFSR Maksim Gorki al desembre de 1975. Un any més tard Naix Sovremennik publicà "El tsar-peix", rus: Царь-рыба Tsar-riba, un dels seus contes més famosos (que va donar títol a la compilació). El seu primer drama, titulat "El gatzerí", rus: Черемуха Txeremukha es va estrenar al teatre Iermolova de Moscou, també el 1976. El 19 d'octubre de 1978, pel llibre "El tsar-peix", Astàfiev va rebre el Premi Estatal de l'URSS.
El 1981 aparegué la primera edició de les seves Obres completes, rus: Собрание сочинений Sobránie sotxineni, en 4 volums. En aquest moment l'autor es va comprar una casa a la seva Ovsianka natal i es va traslladar amb la seva família a Krasnoiarsk. El primer documental de TV (rodat pel director M. Litviakov) "Víktor Astàfiev" es va poder veure el 1983. El 1984 van aparèixer quatre pel·lícules basades en la seva obra, incloent "Pluja d'estels", rus: Звездопад Zvezdapad, per Ígor Talankin, i "Nascut dues vegades", rus: Дважды рождённый Dvajdi rojdonni d'Arkadi Sirenko, aquesta última amb Astàfiev com a guionista. També va tenir un gran ressò la seva novel·la "Detectiu trist", rus: Печальный детектив Petxalni detektiv (1986), així com un conjunt de contes del 1987, incloent el controvertit "La captura de gobis a Geòrgia", rus: Ловля пескарей в Грузии Lovlia peskarei v Gruzii. El 1988-1989 Astàfiev va visitar França (on es va publicar el seu Detectiu trist), Bulgària (per supervisar la seva novel·la curta de 1966 El robatori, rus: Кража Kraja, que estava sent revisada) i Grècia i va prendre part en el Congrés de Diputats del Poble de la Unió Soviètica de 1989. La novel·la èpica "Maleïts i morts", rus: Прокляты и Убиты Prokliati i Ubiti, llibres 1 i 2, 1992-1993) va comportar que Astàfiev guanyés el Premi Estatal de la Federació Russa al maig de 1996. El mateix mes, el president de Rússia Borís Ieltsin va visitar Ovsianka per conèixer Astàfiev. El 1998 apareixen els 15 volums de l'edició de Krasnoiarsk de les seves Obres completes.
Els últims anys d'Astàfiev no foren feliços. En 2000 va patir un vessament cerebral. Poc abans de la seva mort, Astàfiev va escriure les seves últimes paraules: " Vaig entrar en un món que era amable i obert i em va encantar de tot cor. Deixo un món que és aliè, malvat i vil i no tinc res a dir a tots vostès pel camí dels comiats". Víktor Astàfiev va morir el 29 de novembre de 2001, a Krasnoiarsk. Va ser enterrat en la seva Ovsianka natal.

## Controvèrsia
A mitjans de la dècada de 1980 es va veure embolicat en una significativa controvèrsia sobre els seus escrits, seguida d'acusacions de xovinisme i xenofòbia quan es va fer pública, a través del samizdat, la correspondència entre l'historiador de la literatura Natan Eidelman i Astàfiev, que havia estat provocada per les suposades connotacions racistes en l'obra d'Astàfiev Detectiu trist i a La captura de gobis a Geòrgia (totes dues del 1986), que grollerament ridiculitzaven els georgians. Al 8è Congrés de la Unió d'Escriptors Soviètics, celebrat l'estiu de 1986, els delegats de Geòrgia instaren l'autor a demanar disculpes públicament pel seu insult a la nació de Geòrgia; quan aquest s'hi va negar, van marxar com a protesta. El 5 d'octubre de 1993, la signatura d'Astàfiev va aparèixer en la "Carta dels 42" en suport de la dispersió violenta del Congrés dels Diputats del Poble i el Soviet Suprem de Rússia. No obstant això, segons el poeta Iuri Kublanovski, Astàfiev va dir que la seva signatura havia estat col·locada sense el seu permís.
El 1999, la seva novel·la El soldat divertit, que retrata els horrors de l'exèrcit soviètic es va trobar amb reaccions extremadament adverses, que podrien haver donat lloc a una insuficiència cardíaca.

## Llegat

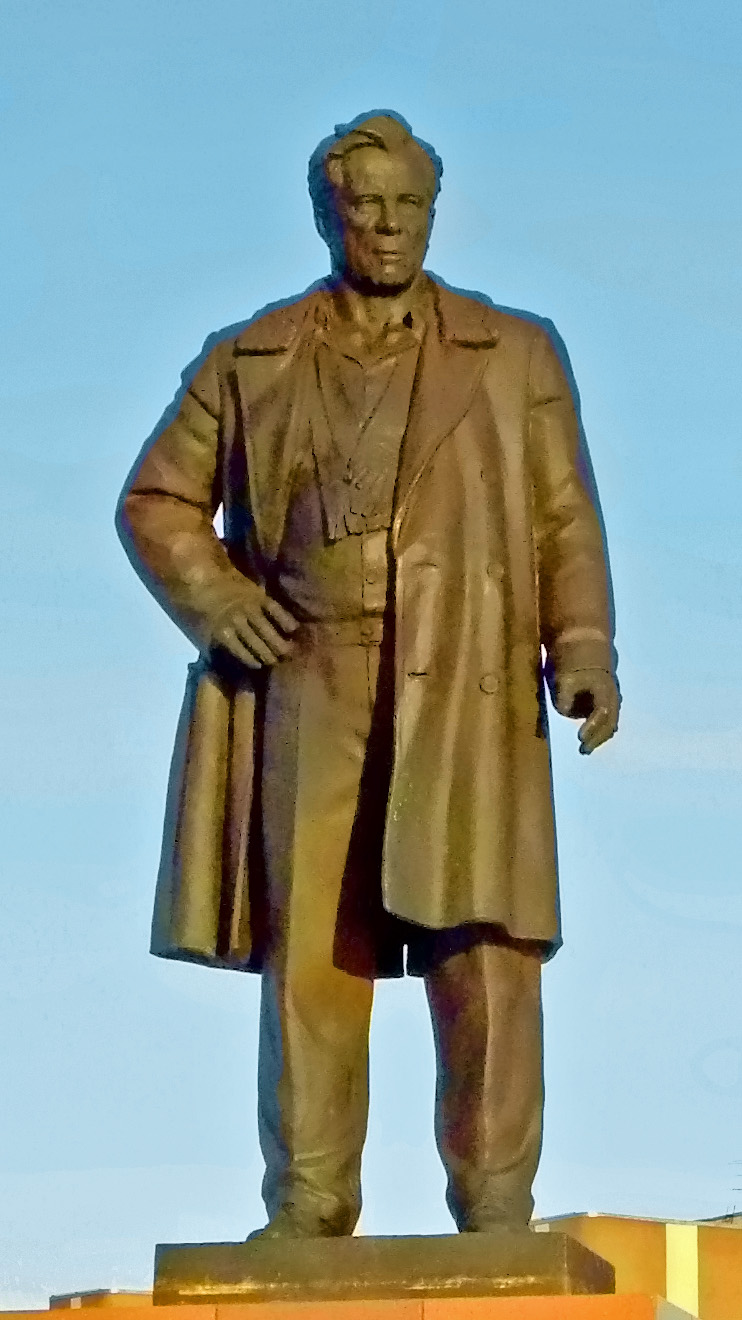
Monument a Astàfiev a Krasnoiarsk

En els anys en què molts autors de literatura de guerra soviètics (com Fiódor Parfiónov o Ivan Stadniuk) cantaven lloances a un heroi de guerra soviètic, invencible i idealitzat, que esclafava l'enemic sota el lideratge del Partit Comunista, Víktor Astàfiev es va convertir en un dels primers a rebel·lar-se contra la convenció aprovada oficialment i revelà el costat més fosc i poc atractiu del que estava passant el 1941-1945. Se li atribueix ser un dels principals proponents (juntament amb Víktor Nekràssov, Vassil Bíkau (Vassil Bíkov), Vladímir Bogomólov, Konstantín Vorobiov) del moviment anomenat "La veritat des de les trinxeres", rus: окопная правда okópnaia pravda (El terme va ser utilitzat originalment en un sentit despectiu pels detractors, que argumentaven que no es podia confiar que els antics soldats escriguessin objectivament sobre la gran guerra, sent ignorants com eren de les seves grans 'veritats') que aplegà autenticitat i cru realisme a la literatura de guerra soviètica.
David Gillespie va resumir la seva carrera de la manera següent:
| « | Astàfiev sempre ha estat un escriptor molt individual que no s'ajusta a cap moviment o estereotips .... Ell sempre s'ha mantingut fidel a si mateix, i ha conservat una certa integritat difícil de trencar. La seva novel·la Prokliati i ubiti [El maleït i els morts] és una imatge sorrenca, generalment sense concessions, de la guerra, amb moltes descripcions naturalistes en un estil que l'autor ha desenvolupat des del catàrtic Pectxalnii Detektiv. Astàfiev segueix sent en gran mesura un escriptor que es nega a ser categoritzat fàcilment: no és ni un escriptor de prosa del poble, ni un escriptor de "prosa de guerra", ni un escriptor que explora els errors del passat soviètic recent. Alhora, és tots aquests. Capaç de sorprendre i fins i tot xocar al lector, Astàfiev manté un profund sentit líric que ha produït allò que Eidelman va qualificar com "les millors descripcions de la natura des de fa dècades". Més que qualsevol altre escriptor viu a Rússia (amb la possible excepció de Soljenitsin), és un escriptor que examina l'home com a sotmès i modelat per la total experiència soviètica. | » |

El 2009 li fou concedit, a títol pòstum, el premi literari Aleksandr Soljenitsin.